# Jay Wadley

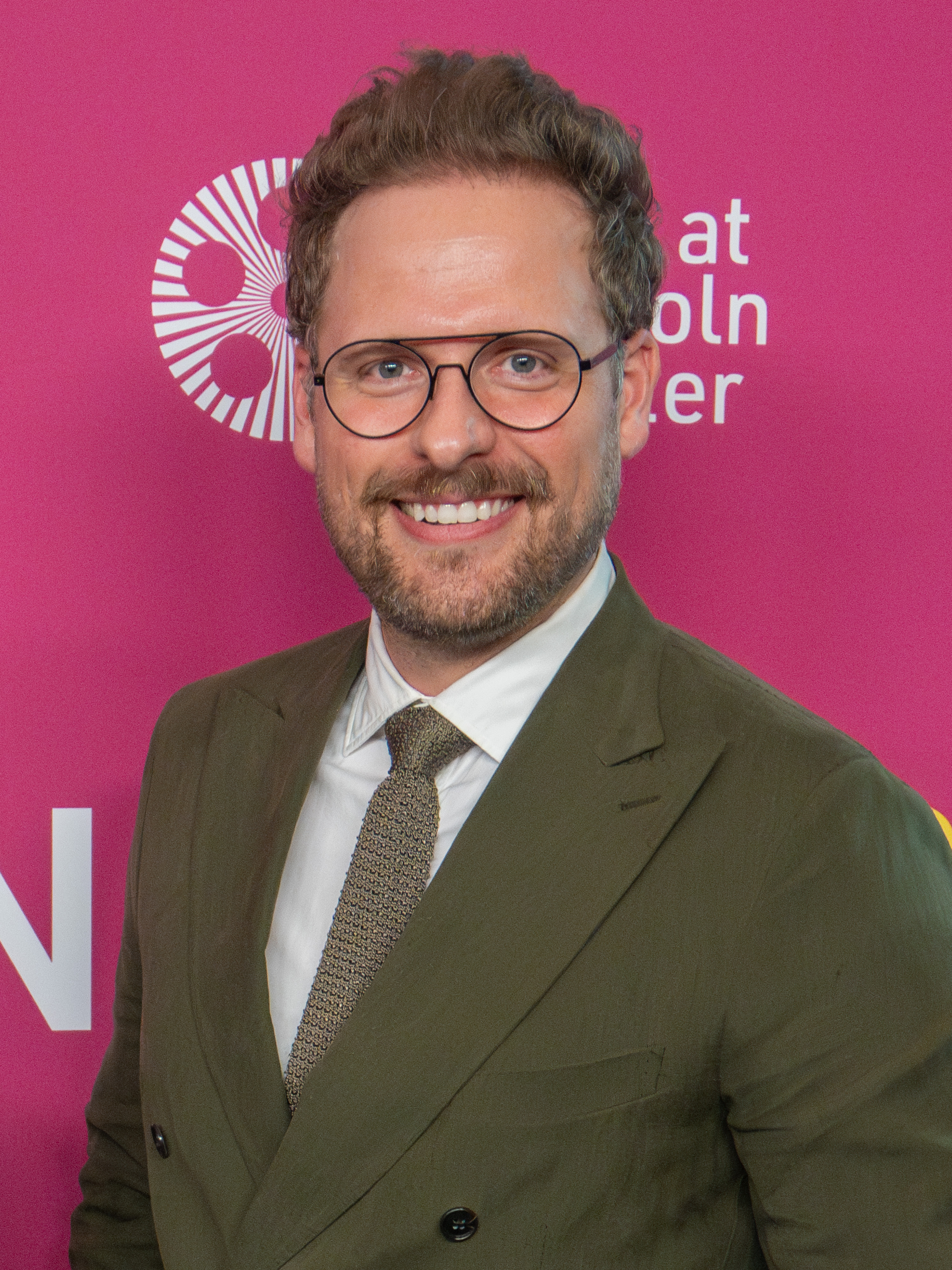
Jay Wadley (2024)

Jay Wadley (* 1. Dezember 1988 in Edmond, Oklahoma) ist ein US-amerikanischer Filmkomponist und Arrangeur.

## Leben
Jay Wadley erhielt 2011 den Charles Ives Fellowship Award und 2007 ein Charles Ives Stipendium der American Academy of Arts and Letters. Er studierte Musikkomposition an der Yale School of Music und an der Oklahoma City University bei den Komponisten Martin Bresnick, Aaron Jay Kernis, Edward Knight und Ezra Laderman. Seine Orchestrierungen und Arrangements für Künstler wie Rufus Wainwright, Mark Ronson und Calexico wurden vom San Francisco Symphony Orchestra, der New York City Opera, dem Royal Ballet und dem Louisville Symphony Orchestra aufgeführt.
Wadley lebt in New York.

## Filmografie
- 2016: Empörung (Indignation)
- 2016: The OA (Fernsehserie, 2 Folgen)
- 2019: Stadtgeschichten (Tales of the City, Fernsehserie, 10 Folgen)
- 2019: Driveways
- 2020: Solitary (Kurzdokumentarfilm)
- 2020: I Carry You With Me
- 2020: I’m Thinking of Ending Things
- 2021: Schwanengesang (Swan Song)
- 2022. Fire Island
- 2022–2024: Tell Me Lies (Fernsehserie, 18 Folgen)
- 2024: We Strangers
- 2024: Loyal Friend (The Friend)
- 2024: Franklin (Miniserie)
- 2024: Before (Fernsehserie, 7 Folgen)
- 2025: The Wedding Banquet
- 2025: Heart Eyes – Der Pärchen-Killer (Heart Eyes)